# Dream Team 1935
Pour plus de détails, voir Fiche technique et Distribution.
Dream Team 1935 (Sapņu komanda 1935) est un film letton réalisé par Aigars Grauba, sorti en 2012.

## Synopsis
Le film retrace la victoire de l'équipe lettone au Championnat d'Europe de basket-ball 1935.

## Fiche technique
- Titre : Dream Team 1935
- Titre original : Sapņu komanda 1935
- Réalisation : Aigars Grauba
- Scénario : Andrejs Ekis et Aigars Grauba
- Musique : Ugis Praulins
- Photographie : Gvido Skulte et Imants Zakitis
- Montage : Liga Pipare
- Société de production : Platforma Filma et Cinevilla Studio
- Société de distribution : Platforma Filma (Lettonie)
- Pays :  Lettonie et  Suisse
- Genre : Comédie dramatique, historique
- Durée : 120 minutes
- Dates de sortie : 
  -  Lettonie : 19 novembre 2012

## Distribution
- Janis Amanis : Valdemars Baumanis
- Inga Alsina : Elvira Baumane

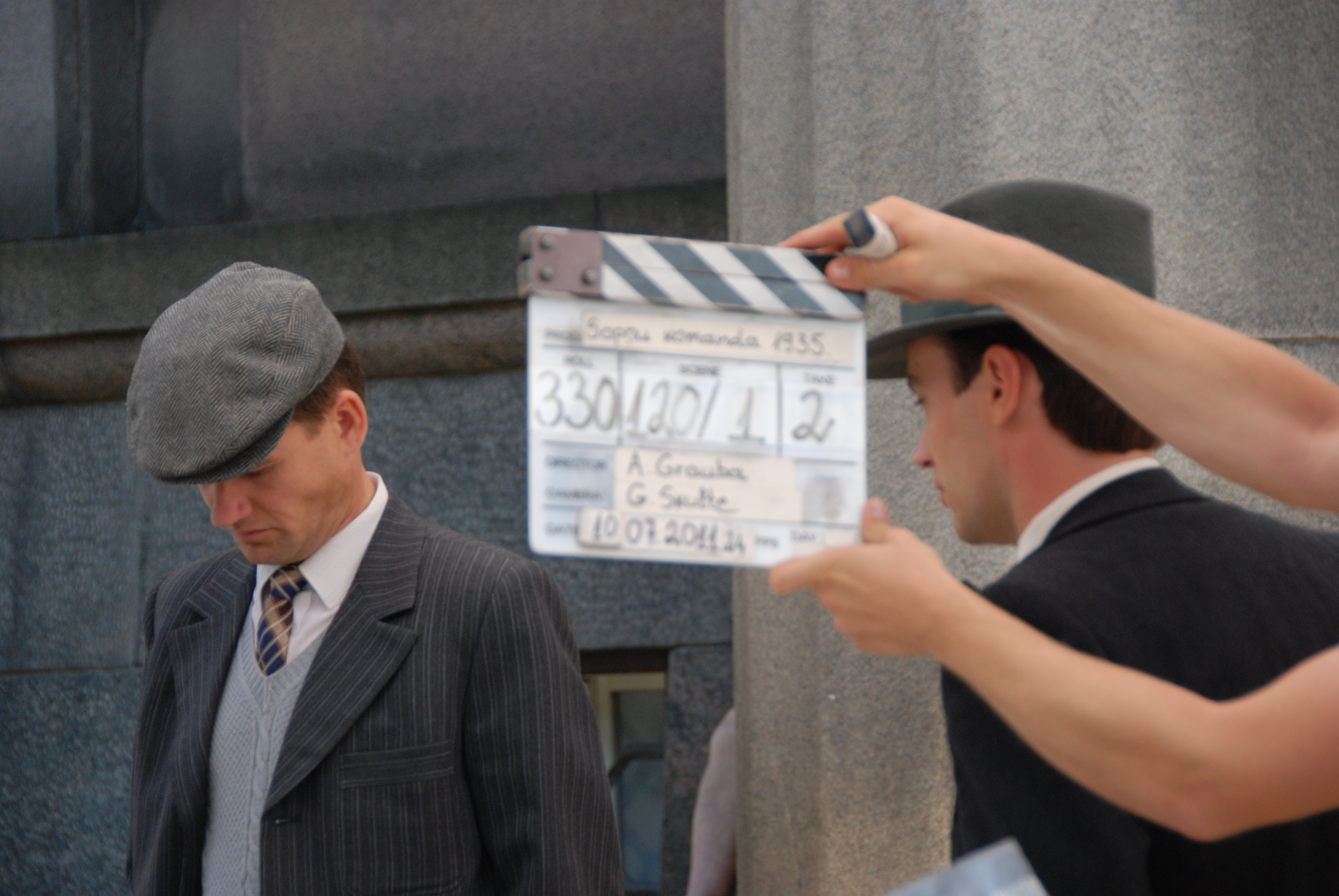
Photo de tournage.

- Vilis Daudzins : Rihards Deksenieks
- Marcis Manjakovs : Rudolfs Jurcins
- Dainis Grube : Motjer
- Gints Andzans : Andrejs Krisons

## Distinctions
Le film a reçu 10 nominations au Festival national du film letton et a remporté 3 prix : Meilleur acteur pour Janis Amanis, Meilleur montage et Meilleurs costumes.